# The Cement Garden
The Cement Garden is een Britse dramafilm uit 1993, geregisseerd door Andrew Birkin en gebaseerd op de gelijknamige roman van Ian McEwan.
Birkin kreeg voor de film een Zilveren Beer voor Beste Regisseur op het Filmfestival van Berlijn.

## Verhaal
Een gezin met vier kinderen woont in een afgelegen huis. De vader heeft hartproblemen en kan niet meer in de tuin werken; daarom besluit hij de tuin met cement te bedekken. Nog voor dit is voltooid, sterft hij aan een hartinfarct. 
De moeder wordt hierna ziek. De tienerkinderen Julie en Jack moeten voor haar en hun jonger broertje en zusje zorgen. Wanneer ook de moeder sterft, besluiten zij niemand hierover in te lichten en ontdoen ze zich van het lijk door het onder cement te begraven. Tussen Julie en Jack ontstaat een incestueuze verhouding.

## Rolverdeling
| Acteur               | Personage               |
| -------------------- | ----------------------- |
| Charlotte Gainsbourg | Julie                   |
| Andrew Robertson     | Jack                    |
| Ned Birkin           | Tom                     |
| Alice Coulthard      | Sue                     |
| Sinéad Cusack        | moeder                  |
| Hans Zischler        | vader                   |
| Jochen Horst         | Derek (Julies vriendje) |

## Trivia
Andrew Birkin regisseerde zijn zoontje Ned in de rol van Tom. Ook Charlotte Gainsbourg is familie: zij is de dochter van zijn zus Jane Birkin en Serge Gainsbourg. 